# Walter Smiles
 (août 2025).
Si vous disposez d'ouvrages ou d'articles de référence ou si vous connaissez des sites web de qualité traitant du thème abordé ici, merci de compléter l'article en donnant les références utiles à sa vérifiabilité et en les liant à la section « Notes et références ».
Le lieutenant-colonel Walter Smiles, né le 8 novembre 1883 à Belfast et mort le 31 janvier 1953 à Donaghadee, est un homme politique nord-irlandais. 

## Biographie
Walter Smiles est le fils de Gustav Wilhelm Wolff, le fondateur de Belfast Ropeworks, ainsi que le petit-fils de l'écrivain et réformateur britannique Samuel Smiles. 
Walter Smiles combat lors de la Première Guerre mondiale, puis dirige une plantation de thé à Assam dans les années 1920, il s'implique au sein du gouvernement local et devient membre du Conseil législatif d'Assam. 
Lors de la première guerre mondiale, Smiles obtient un brevet de base de pilote d'avion mais en raison du manque d'avion, il est renvoyé à la section de véhicules blindés du Royal Naval Air Service. En 1915, il rejoint la Force expéditionnaire de véhicules blindés britanniques, détaché à l'Armée impériale russe afin de combattre l'Armée ottomane dans la Campagne du Caucase. En 1916, Smiles reçoit l'Ordre du Service distingué, avec une barrette de médaille en 1917 ainsi qu'une Citation militaire britannique, accompagné de décorations russes et roumaines, tel que l'Ordre impérial et militaire de Saint-Georges. En 1918, Smiles obtient le grade de lieutenant commander et est grandement décoré. 
De 1931 à 1945, Smiles est député conservateur de Blackburn. Il se fait réélire lors des Élections générales britanniques de 1935, mais se présente pour le Comté de Down en Irlande du Nord lors des Élections générales britanniques de 1945, en tant qu'unioniste. La circonscription de deux sièges se divise en 1950, North Down d'un côté, et South Down de l'autre. Cette année-là, Smiles remporte North Down et en demeure son député jusqu'à sa mort en 1953, lorsqu'il perd la vie lors du naufrage du MV Princess Victoria au large de Larne Lough, dans le Raz-de-marée. Sa fille, Patricia Ford, lui succède.
Smiles est arrière-grand-père de l'explorateur Bear Grylls[réf. nécessaire].